# Galaxian
Galaxian (ギャラクシアン, Gyarakushian) és una màquina recreativa que va ser fabricada per Namco l'octubre de 1979. Va ser publicat per Namco al Japó i importat a l'Amèrica del Nord per Midway el desembre. És un joc acció fixa on el jugador controla una nau espacial a la part inferior de la pantalla, i dispara als enemics descendint en diverses direccions, va ser dissenyat per competir amb el joc anterior també amb èxit Space Invaders de Taito Corporation (que va ser llançat l'any anterior, i també importat als Estats Units per Midway Games).
El joc va ser altament popular després del seu llançament. Va generar una continuació d'èxit, Galaga, el 1981, i el menys conegut Gaplus i Galaga '88 el 1984 i 1987 respectivament, així com molts ports posteriors i adaptacions. Juntament amb la continuació immediata, va ser un dels jocs més populars durant la l'edat d'or de les màquines recreatives.